# Nadine

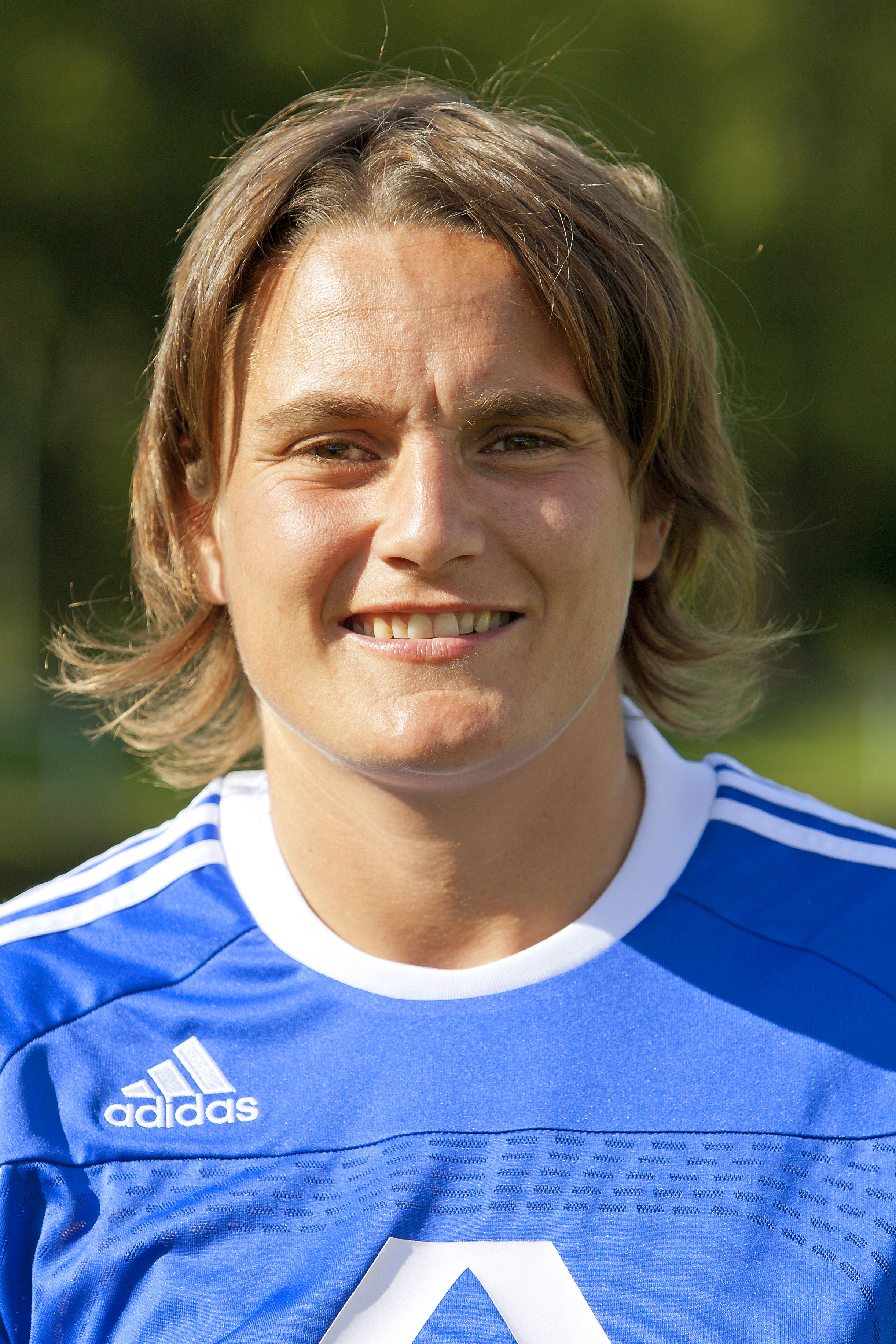
Nadine Angerer, 2011.

Nadine är ett franskt kvinnonamn, en variant av Nadja.

## Personer med namnet Nadine
- Nadine Gordimer (1923–2014), sydafrikansk författare, tilldelad Nobelpriset och Bookerpriset
- Nadine Beiler (född 1990) – österrikisk R&B-sångare, vinnare av talangjakten Starmania
- Nadine Coyle (född 1985) – sångare i gruppen Girls Aloud
- Nadine Ellis – före detta medlem i The Pussycat Dolls
- Nadine Kirschon (född 1984), svensk skådespelare
- Nadine Labaki (född 1974), libanesisk skådespelare och regissör
- Nadine Trintignant (född 1934), fransk cineast och författare
- Nadine Velazquez (född 1978), puertoricansk-amerikansk skådespelare och fotomodell
- Nadine Jansen (född 1980), tysk modell, mest känd för sin stora naturliga byst
- Nadine Angerer (född 1978), tysk fotbollsspelare
- Nadine Ernsting-Krienke (född 1974), tysk landhockeyspelare
- Nadine Kleinert (född 1975), tysk olympisk silvermedaljör i kulstötning 2004

## Fiktiva
- Nadine Hurley – fiktiv karaktär i tv-serien Twin Peaks